# Raymond Redheffer
Raymond "Ray" Moos Redheffer (* 17. April 1921 in Chicago, Illinois; † 13. Mai 2005) war ein US-amerikanischer Mathematiker.
Redheffer ging in North Carolina zur Schule und studierte ab 1939 am Massachusetts Institute of Technology (MIT), wo er 1948 bei Norman Levinson promoviert wurde (Separation of Laplace´s Equation). Während des Krieges war er am MIT Radiation Laboratory. 1948 bis 1950 lehrte er als Peirce Fellow an der Harvard University. 1950 kam er an die University of California, Los Angeles, wo er 1960 eine volle Professur erhielt und den Rest seiner Karriere bis zu seiner Emeritierung 1991 blieb. Er war für seine hervorragende Lehre bekannt, die 1969 mit dem Distinguished Teacher Award der Universität ausgezeichnet wurde. Er war mehrfach für längere Zeit Gastprofessor in Deutschland (er sprach fließend Deutsch), zum Beispiel in Hamburg und Karlsruhe.
Er befasste sich mit Analysis (partielle und gewöhnliche Differentialgleichungen, Differentialungleichungen, Funktionentheorie) und Anwendungen zum Beispiel in der Elektrotechnik. Er veröffentlichte über 200 wissenschaftliche Aufsätze.
Redheffer hielt Vorträge über Mathematik vor unterschiedlichstem Publikum von tauben Schülern  bis zu Glasbläsern und produzierte Unterrichtsfilme mit den Designern Charles und Ray Eames. Mit Charles Eames (im Auftrag von IBM)  entwickelte er eine Zeittafel der Mathematikgeschichte (Men of Mathematics), die in zahlreichen Universitätszimmern hing, sowie Porträts bedeutender Mathematiker in der IBM Serie Mathematica.
Er war 1976 und 1985 Senior Fellow der Alexander-von-Humboldt-Stiftung und 1957 und 1961 Fulbright Research Scholar. 1977 wurde er Mitglied der Leopoldina. 1991 wurde er Ehrendoktor der Universität Karlsruhe.
Er war passionierter Bergsteiger und Klavierspieler.

## Schriften
- mit Ivan Sokolnikoff: Mathematics of Physics and Modern Engineering, New York: McGraw-Hill 1958, 2. Auflage 1966
- mit Norman Levinson: Complex Variables, Holden-Day 1970
- Introduction to Differential Equations, Jones & Bartlett Publishers, 1992